# روز جهانی زنان در ایران
روز جهانی زنان در ایران همه‌ساله در روز جهانی زنان  در ایران برگزار می‌گردد. برگزاریِ این روز در ایران توسط حکومت به عنوانِ «روز جهانی زنان» به رسمیّت شناخته نمی‌شود. فعالانی که برای تحقق حقوق زنان بر اساس معیارهای جهانی تلاش می‌کنند، مورد آزار و تعقیب کیفری قرار می‌گیرند.

## پیشینه
نخستین بزرگداشت روز زنان در ۲۸ فوریه ۱۹۰۹ برای یادبود زنان کارگری که یکسال پیش از آن در نیویورک اعتصاب کرده و با سرکوب پلیس مواجه شده‌بودند، در نیویورک برگزار شد. این روز در سال ۱۹۷۵، توسط سازمان ملل به رسمیت شناخته شد. جنبش زنان در ایران اگرچه پیشینه‌ای به قدمت انقلاب مشروطه دارد، اما فقط در ۱۲ سالِ بین ۱۳۷۶ تا ۱۳۸۸، بود که توانست یک دورهٔ مستمرِ نهادسازی و پس از آن مطالبه‌محوری و سازمان‌دهی کارزارها و اعتراض‌های جمعی برای احقاق حقوق زنان را در کارنامهٔ خود ثبت کند و خواسته‌های زنان را به صورت گسترده در عرصهٔ عمومی مطرح کند.
۳ اسفند ۱۳۰۳ برابر با ۸ مارس ۱۹۲۴
تنها چند سال بعد از جهانی شدن روز ۸ مارس، جمعیتی از زنان چپ‌گرا، موسوم به «پیک سعادت نسوان» بزرگداشت این روز را در گیلان برگزار کردند. روشنک نوعدوست، جمیله صدیقی، سکینه شبرنگ، اورانوس پاریاب سازمان‌دهندگان این مراسم بودند و بعضی از آن‌ها دستگیر و محکوم به حبس شدند. این شاید اولین و آخرین بزرگداشت این روز در ایران طی بیش از نیم‌قرن بود.
۱۷ اسفند ۱۳۵۷

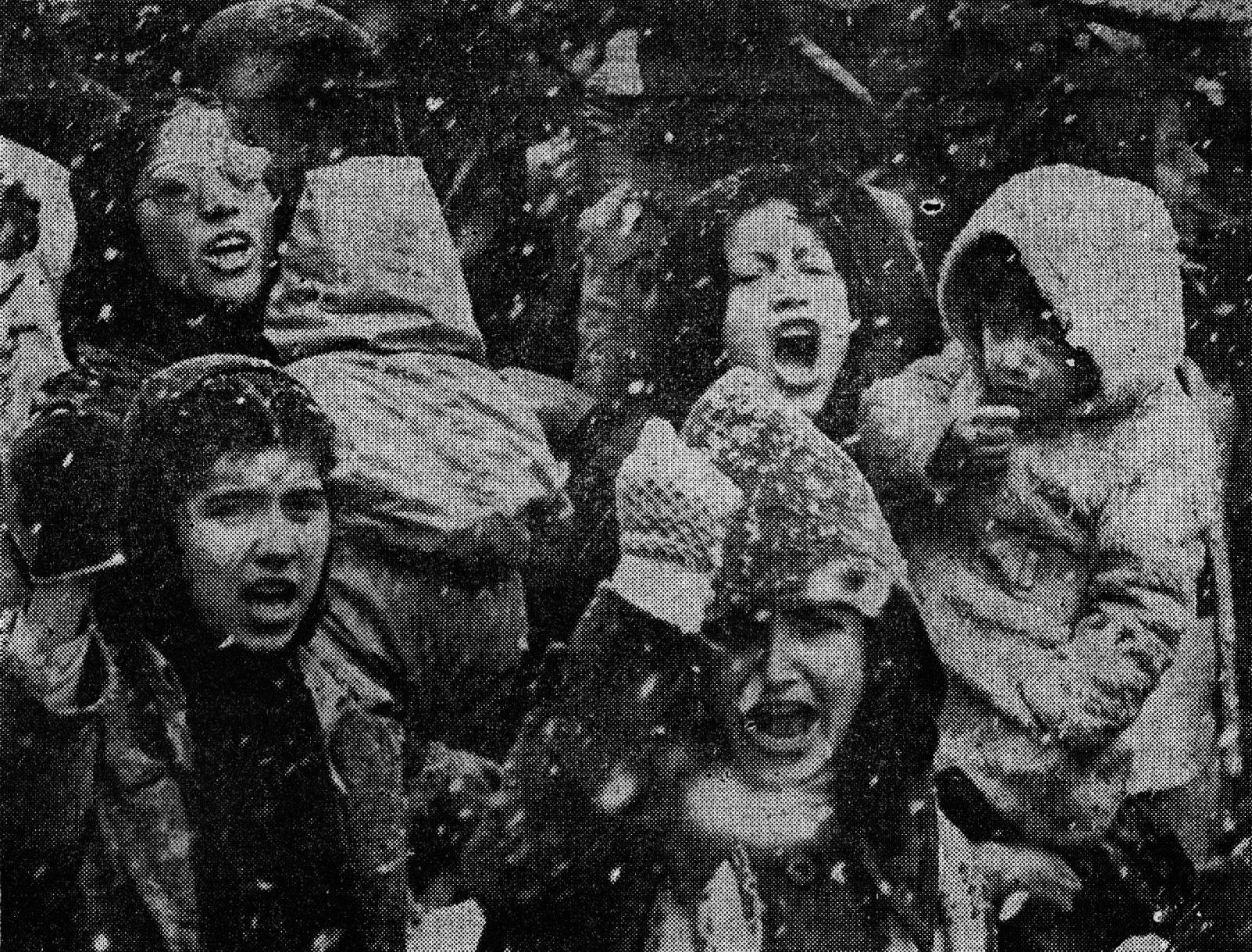
تظاهرات زنان در روز جهانی زن در تهران، ۱۷ اسفند ۱۳۵۷. در توضیح تصویر در روزنامه آمده: «کودک به بغل فریاد می‌زند، مشت گره می‌کند و همه‌ی آزادی را طلب می‌کند، نه کمتر.»

فعالان چپ‌گرا در این روز تظاهرات بزرگی در تهران برگزار کردند، حتی فعالان فمینیست مشهور بین‌المللی مانند کیت میلت هم برای حمایت به ایران آمدند. تظاهرات علیه تبعیض و حجاب اجباری بود. در نهایت نیروهای امنیتی آن را به خشونت کشاندند و برخی فعالان حقوق زنان گفتند «سرکوب جای امید را گرفت».
اسفند ۱۳۷۸
پس از دو دهه، زنان موفق به برگزاری مراسم علنی هشت مارس در شهر کتاب تهران شدند. این برنامه از سوی زنان سکولار شرکت‌کننده در محافل خانگی و برخی زنان ناشر برگزار شد.
۱۷ اسفند ۱۳۸۴

«ما ضمن محکوم کردن عمل غیرانسانی ضرب و شتم زنان توسط نیروهای انتظامی، مصرانه خواهان پاسخگویی مسئولین هستیم که ضرب و شتم غیرانسانی زنان ایرانی را دیدند و شنیدند و خاموش و ساکت ماندند.»

—بیانیه برگزار کنندگان تجمع
به دعوت «جمع هم‌اندیشی زنان» و «هواداران حرکت جهانی زنان» تجمع روز جهانی زن در پارک دانشجوی تهران برگزار شد و البته با سرکوب شدید و خشونت‌بار پلیس نیز مواجه شد.
۱۷ اسفند ۱۳۸۵
این تجمع مقابل مجلس شورای اسلامی در میدان بهارستان برگزار و به شدت از سوی نیروهای امنیتی سرکوب شد.
۱۷ اسفند ۱۳۸۸ برابر با ۸ مارس ۲۰۰۹
گروه مادران پارک لاله برای یادبود فرزندانشان در پارک لاله تجمع کردند. گروهی از فعالان جنبش سبز هم به‌صورت محدود یادبودی برای این روز برگزار کردند. این تجمع سال بعد پررنگ‌تر شد و گروه‌های زیادی از مردم خواستند در این روز در پارک لاله تجمع کنند. اما با سرکوب، این تجمع هم پراکنده شد.
۱۷ اسفند ۱۳۹۶

«زنان ایران سال‌هاست در چنبرهٔ انواع تبعیض‌ها و نابرابری‌ها گرفتار آمده‌اند، قوانین نابرابر در ازدواج، طلاق، ارث و … از زنان شهروندانی درجه دو ساخته‌است. در برابر خشونت خانوادگی و آزار خیابانی از هیچ حمایت قانونی‌ای برخوردار نیستند. هر بار به بهانه‌ای حق مالکیت بر بدن‌هایشان نادیده گرفته می‌شود؛ گاه با حجاب اجباری، گاه با ایجاد محدودیت و ممنوعیت در دسترسی رایگان به وسایل پیشگیری از بارداری و …»

—فراخوان ۸ مارس ۱۳۹۶
گروهی از زنان در پی فراخوانی که در گروه‌های تلگرامی پخش شد پس از سال‌ها برگزاری امنیتی و پراکنده و مخفیانه روز زن به خیابان آمدند و در مقابل وزارت کار این روز را گرامی داشتند. تعداد دستگیری‌ها حتی از تجمع سال ۱۳۸۵ هم بیشتر بود. مجموعاً ۸۴ نفر دستگیر شدند و تعدادی در بازداشت باقی ماندند. بیانیه این تجمع نشان می‌داد که پس از ۱۰۰ سال، برابری‌خواهی هنوز مطالبه می‌شود و پاسخی نمی‌گیرد.
۱۹ اسفند ۱۳۹۹
روز سه‌شنبه ۱۹ اسفند ۱۳۹۹ گروهی از فعالان مدنی به مناسبت بزرگداشت روز جهانی زن با حضور در پارک لاله تهران تجمع کرده و نسبت به ستم و آزار و اذیت زنان در جمهوری اسلامی پوسترهایی با مضامین دفاع از حقوق زنان در دست گرفتند. تجمع‌کنندگان قرار بود در پارک هنرمندان تهران تجمع کنند اما با حضور بسیار نیروهای امنیتی و پلیس چنین امکانی میسر نشد و آن‌ها در نهایت در پارک لاله اجتماع کردند.
۱۷ اسفند ۱۴۰۱
- زنان در چند شهر ایران با شعار «زن زندگی آزادی» تجمع کردند. بر روی برخی از پلاکاردهایی که حمل می‌شد، شعارهایی از جمله «کودک‌همسری، مصداقِ تجاوز به کودکان است»، «ما زنان، اعدام را قتلِ حکومتی می‌دانیم»، «زن، زندگی، آزادی یعنی زن مالکِ واقعیِ بدنِ خود است»، «۸ مارس، عصیان علیهِ زن‌ستیزی است»، «حفظِ محیط زیست، حفظِ زندگی» دیده می‌شد.[۷]
- رقصِ جمعیِ گروهی از دختران در شهرکِ اکباتان در شبکه‌هایِ اجتماعی بازنشر شد و آنها به دخترانِ اکباتان معروف شدند. پس از آن، مربی این دختران دستگیر و بازجویی شد و به رقصنده‌ها نیز «تذکر» داده شد. حساب اینستاگرام مربی رقص نیز مسدود شد. با انتشار این خبر، کمپینی در حمایت از این دختران به راه افتاد که دخترانِ دیگری با انتشار کلیپ رقصشان با همان ترانه از آنها حمایت می‌کنند.[۸]